# Asociația Scout Catolică Română
Asociația Scout Catolică Română (ASCRO) este o asociație catolică de cercetășie, afiliată la Conferința Internațională Catolică a Scoutismului (CICS) - International Catholic Conference of Scouting (ICCS).

## Înființare
În anul 1991, un grup de lideri cercetași din Italia (membri AGESCI - Asociația Italiană Catolică a Cercetașilor și Ghizilor), conduși de dr. Pierpaolo Campostrini, au introdus în Moldova, începând cu zona Iașului, cercetășia catolică.

La 30 iunie 1991, 25 de tineri catolici solicitau înființarea Asociației Scout Catolică Română, organizație care a primit personalitate juridică pe 11 noiembrie 1991.

La scurt timp în mai multe parohii s-au înființat centre catolice.

## Organizare
Pentru a putea fi în legătură cu Organizația Mondială a Mișcării Scout (OMMS) și cu cercetașii catolici din alte țări, centrele catolice ASCRO s-au înscris pe 5 septembrie 2002 în Organizația Națională Cercetașii României (ONCR). 

În 2015 activau 9 centre locale cu specific catolic, iar lideri și cercetași catolici mai sunt și în alte 4 centre locale.
Pe 5 septembrie 2005 ASCRO a fost admisă ca membru al CICS.
ASCRO a continuat să activeze ca un consiliu pastoral având ca obiectiv păstrarea identității catolice și susținerea unei spiritualități și a unei pedagogii specifice.

Din anul 2013, cercetașii catolici s-au organizat în interiorul ONCR și se întâlnesc separat în Conferința Națională a Scoutismului Catolic.

## Specific cercetășesc
Cercetașii catolici practică o cercetășie bazată pe metodologia fondată de lord Robert Baden-Powell și pe o pedagogie catolică dezvoltată de preoții Jacques Sevin, D'Andreias, Forestier, Donocoeur și lideri laici.

ASCRO împărtășește punctul de vedere al CISC, care consideră că “mai normal, mai bine și mai valoros decât un cercetaș catolic este să fii un catolic cercetaș”.